# Resson Kantai Duff
 (avril 2023).
Resson Kantai Duff est une écologiste kényane et directeur adjoint d'Ewaso Lions.

## Enfance, éducation et débuts
Le père de Kantai appartenait à une communauté nomade Maasai, ce qui lui a donné une connaissance précoce de la faune et de la façon de les protéger. Elle obtient son baccalauréat avec mention à l'Université de Nairobi. Elle reçoit une bourse du Wildlife Conservation Network et elle va étudier à l'Université d'Oxford, où elle obtient une maîtrise en biodiversité, conservation et gestion,,.

## Carrière
Kantai a travaillé chez Save the Elephants, d'abord en tant que chargé de projets, puis en tant que responsable de la sensibilisation,,. Elle a également été rédactrice et éditrice pour l'Institut international du développement durable. Elle travaille actuellement chez Ewaso Lions en tant que directrice adjointe,.
Au début de sa carrière, Kantai faisait partie d'un projet de conservation des éléphants visant à améliorer la compréhension inter-culturelle entre la Chine (le plus grand consommateur mondial d'ivoire illégal) et le Kenya. Elle a participé, avec Chris Kiarie, à la tournée de conservation "Du Kenya à la Chine" en juin 2014. Dans le cadre de ce voyage, ils se sont rendus dans cinq villes différentes de Chine, pour mieux comprendre le trafic et l'utilisation de l'ivoire, ainsi que pour donner des conférences éducatives sur la conservation des éléphants,,. Fin 2021, Kantai a donné une conférence TED sur l'importance de l'autonomisation des communautés locales en biologie de la conservation.

## Militantisme
Kantai est une ardente défenseure de l'importance de la diversité dans la science de la conservation. Elle a participé à la conférence Pathways Kenya 2020 "Open the Door to Diverse Voices",. Elle a parlé de la nécessité de décoloniser la conservation. Plus particulièrement, en novembre 2020, elle a écrit un article de commentaire sur Mongabay, où elle a abordé le racisme dans la science de la conservation en Afrique. Dans cet article, vingt femmes africaines ont partagé leurs expériences d'inégalité au travail. Cet article figurait parmi les dix articles les plus consultés ce mois-là sur le site Web.
Kantai est également membre du conseil d'administration de la Conservation Alliance of Kenya ; à son arrivée, elle a été élue la plus jeune membre du conseil d'administration,.